# Ринг (журнал)
The Ring або Ring Magazine — американський місячник, присвячений боксу. Це одне з найстаріших і найпрестижніших видань в цьому спорті в усьому світі. Журнал «Ринг» веде рейтинги боксерів та надає звання чемпіона світу в професійному боксі.

## Історія
Журнал був заснований 1922 року в Нью-Йорку Натом Флейшера, який постійно, протягом півстоліття, до самої своєї смерті в 1972 році, був його головним редактором. Перше видання було опубліковано 22 лютого 1922. У перші роки існування журналу на його сторінках були обговорювані події з боксу і боротьби. Згодом журнал «Ринг» почав займатись лише боксом. У своїй історії журнал «Ринг» донедавна мав п'ятьох власників. З 2007 року до листопада 2024 року власником був багаторазовий чемпіон світу серед професіоналів і олімпійський чемпіон з боксу Оскар Де Ла Хойя. Головним редактором є Найджел Коллінс. У листопаді 2024 року Де Ла Хойя продав право власності Туркі Аль-Шейху.
На 2022 рік журнал видається лише англійською мовою. У минулому також з'являвся іспанською, французькою і японською мовами.

## Чемпіони світу за версією журналу
Журнал має давню традицію надавати власне звання чемпіона світу в професійному боксі (у всіх вагових категоріях). Перший пояс чемпіона The Ring був вручений у 1922 році Джеку Демпсі. Ця ініціатива була відкинута у дев'яностих роках XX століття. Наявність великої кількості боксерських організацій, які надають звання чемпіона, довела до відновлення у 2002 році ідеї надавати звання чемпіона світу журналом в кожній ваговій категорії на основі чітких і єдиних критеріїв.
Абсолютним чемпіоном світу в The Ring може бути тільки боксер, який переміг у прямій боротьбі з ексчемпіоном The Ring. Втратити звання чемпіона можна з трьох причин: поразка в боротьбі за захист титулу, закінчення кар'єри або зміна вагової категорії. У разі виникнення вакансії, чемпіоном стає боксер, який отримав три пояси найбільших організацій (WBA, WBC і IBF), або переможець бою між № 1 і № 2 (у виняткових ситуаціях № 1 і № 3) за рейтингом журналу у даній ваговій категорії.

### Актуальні чемпіони світу за версією журналу

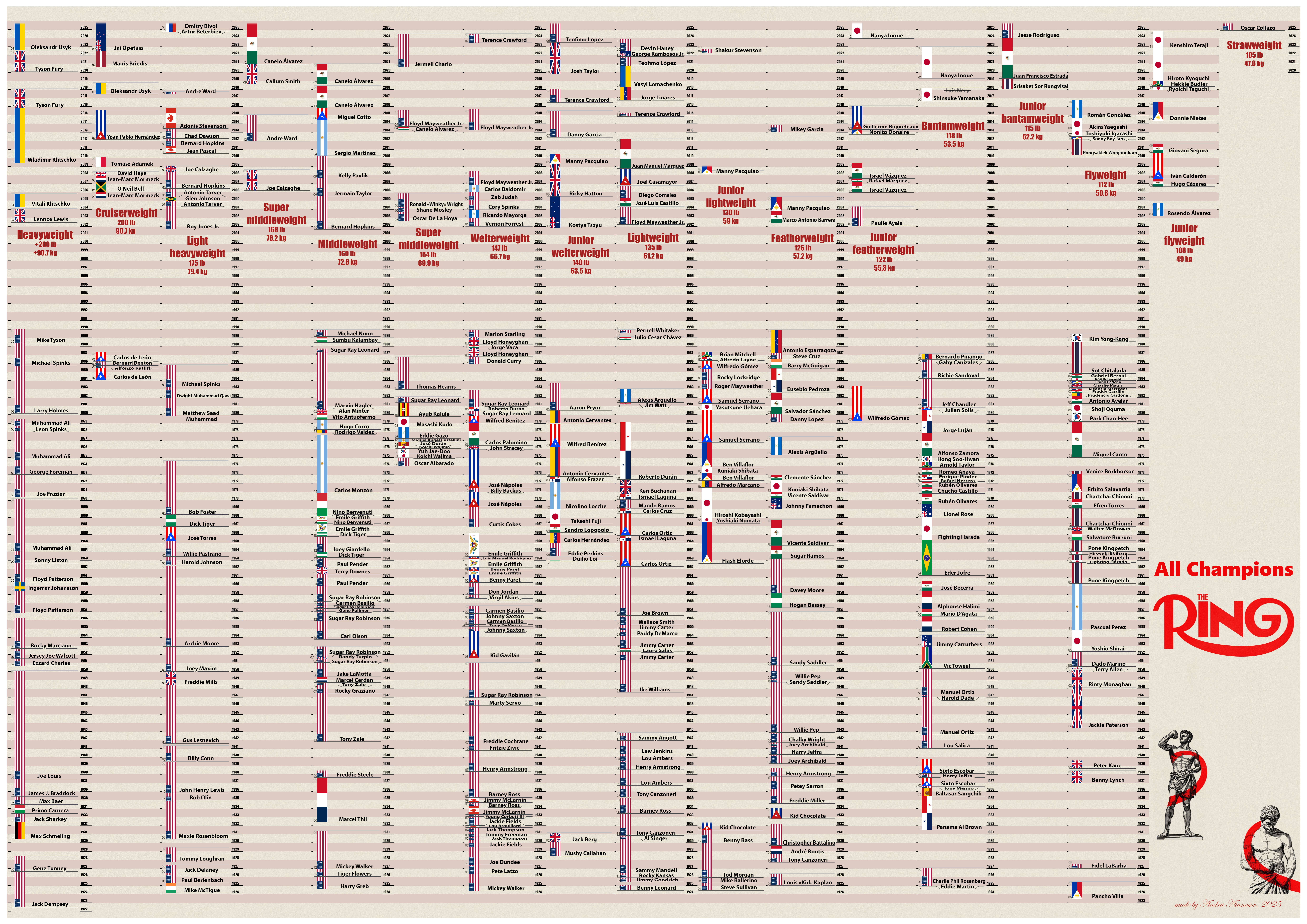
Усі чемпиони світу з боксу за версією американського журналу The Ring

(станом на 24 листопада 2024)
| Вагова категорія:       | Боксер:         | Дата перемоги:    |
| ----------------------- | --------------- | ----------------- |
| Мінімальна вага         | Оскар Коллазо   | 16 листопада 2024 |
| Перша найлегша вага     | вакансія        |                   |
| Найлегша вага           | вакансія        |                   |
| Друга найлегша вага     | Джессі Родрігес | 29 червня 2024    |
| Легша вага              | вакансія        |                   |
| Друга легша вага        | Наоя Іноуе      | 26 грудня 2023    |
| Напівлегка вага         | вакансія        |                   |
| Друга напівлегка вага   | вакансія        |                   |
| Легка вага              | вакансія        |                   |
| Перша напівсередня вага | Теофімо Лопес   | 10 червня 2023    |
| Напівсередня вага       | вакансія        |                   |
| Перша середня вага      | вакансія        |                   |
| Середня вага            | вакансія        |                   |
| Друга середня вага      | Сауль Альварес  | 19 грудня 2020    |
| Напівважка вага         | Артур Бетербієв | 12 жовтня 2024    |
| Перша важка вага        | Джай Опетая     | 2 липня 2022      |
| Важка вага              | Олександр Усик  | 20 серпня 2020    |

## Список найкращих боксерів світу pound for pound
Keys:
     діючий лідер
| No. | Фотографія | Ім'я              | Вага                                          | Початок          | Кінець           |
| --- | ---------- | ----------------- | --------------------------------------------- | ---------------- | ---------------- |
| 1   |            | Майк Тайсон       | Важка                                         | 1989             | 14 січня 1990    |
| 2   |            | Хуліо Сезар Чавез | Перша напівсередня                            | 15 січня 1990    | 10 вересня 1993  |
| 3   |            | Пернелл Вітакер   | Друга напівсередня Напівсередня               | 10 вересня 1993  | 12 квітня 1997   |
| 4   |            | Рой Джонс         | Важка Перша важка                             | 12 квітня 1997   | травень 1997     |
| 5   |            | Оскар Де Ла Хойя  | Напівсередня                                  | травень 1997     | 5 червня 1999    |
| 6   |            | Рой Джонс         | Напівважка                                    | 5 червня 1999    | 17 червня 2000   |
| 7   |            | Шейн Мозлі        | Напівсередня                                  | 17 червня 2000   | 20 липня 2002    |
| 8   |            | Бернард Гопкінс   | Середня                                       | 20 липня 2002    | 8 листопада 2003 |
| 9   |            | Рой Джонс         | Важка Перша важка                             | 8 листопада 2003 | 8 червня 2004    |
| 10  |            | Бернард Гопкінс   | Середня                                       | 8 червня 2004    | 18 липня 2005    |
| 11  |            | Флойд Мейвезер    | Перша середня Напівсередня Перша напівсередня | 18 липня 2005    | 9 червня 2008    |
| 12  |            | Менні Пак'яо      | Перша середня Напівсередня                    | 7 червня 2008    | 7 травня 2012    |
| 13  |            | Флойд Мейвезер    | Перша середня Напівсередня                    | 11 грудня 2012   | 12 вересня 2015  |
| 14  |            | Роман Гонсалес    | Друга найлегша Найлегша                       | 12 вересня 2015  | 18 березня 2017  |
| 15  |            | Андре Ворд        | Перша важка                                   | 18 березня 2017  | 21 вересня 2017  |
| 16  |            | Геннадій Головкін | Середня                                       | 21 вересня 2017  | 17 вересня 2018  |
| 17  |            | Василь Ломаченко  | Легка                                         | 17 вересня 2018  | 7 листопада 2019 |
| 18  |            | Сауль Альварес    | Середня Друга середня Напівважка              | 7 листопада 2019 | 7 травня 2022    |
| 19  |            | Олександр Усик    | Важка                                         | 7 травня 2022    | 11 червня 2022   |
| 20  |            | Наоя Іноуе        | Легша                                         | 11 червня 2022   | 20 серпня 2022   |
| 21  |            | Олександр Усик    | Важка                                         | 20 серпня 2022   | 29 липня 2023    |
| 22  |            | Теренс Кроуфорд   | Напівсередня                                  | 29 липня 2023    | 6 травня 2024    |
| 23  |            | Наоя Іноуе        | Друга легша                                   | 6 травня 2024    | 18 травня 2024   |
| 24  |            | Олександр Усик    | Важка                                         | 18 травня 2024   |                  |